# テラ・インコグニタ
『テラ・インコグニタ』は、紫堂恭子による日本の冒険ファンタジー漫画作品。

## 概要
化け物が跋扈する恐ろしい土地だと人々から敬遠される辺境の地「荒れ地の国」で、護衛兵と案内人を勤める主人公が請け負った冒険譚を描く。なお、タイトルの「テラ・インコグニタ」はラテン語「Terra Incognita」で「未知の大地」の意味（参考：en:Terra Incognita）。まだパピルス製の紙はなく、書類や書簡は粘土板に楔形文字を刻んで使われ、移動手段にラクダはなく、水路は葦船やガレー船等が使われる中央アジア - 西アジア、メソポタミア文明が下敷きになっている。
秋田書店『ミステリーボニータ』に2016年（平成28年）3月号から2018年（平成30年）7月号まで連載された。単行本は「ボニータ・コミックス」より刊行され、全5巻。

## 登場人物
ジェムデット・ナスル
本作の主人公。舞台となる「荒地の国」の青年。愛称は「ジェム」。護衛兵と案内人を務める傭兵。口が固く腕が立ち冷静さを兼ね備えた最適な案内人としてハワールに白羽の矢を立てられ、リシャール王子奪還の任務に巻き込まれる。隊商の護衛として優秀だが、砂漠や山はよく知るも海は見たことすらない。作者曰く「振り回されキャラ」とのこと。
雨の多いエレシュ高地で生まれ育った男子3人と女子5人の8人兄妹で、第3子の三男。父親と兄2人は山で林業を営み、自身は幼い妹の世話係で家事と育児に明け暮れていたが、家の仕事を覚えた妹がテキパキと行動するようになり、いつの間にか余剰人員扱いになったので主夫から護衛案内人に転身した。リシャールを追って洞窟に入る。地底湖で合流してリル王女の許に行くもリシャールがギルタブルル王の夜伽の相手をさせられ、リルが王を殺してしまったため、城内では協力しつつリシャールをこれ以上傷つけまいと彼を連れて逃亡する。リシャールの死後、献身を否定されて父王に切り捨てられたリルをハワールたちと共に救った。5年後、リシャールによく似た「半妖族」の子供と出会う。
ハワール・シン
バブ・イリス国から他国の依頼によりリシャール王子奪還にやって来た軍人。何事も自身の目で確認する主義。恋人同士の兵士を絆の強さゆえに隊に組み込み、殺し合いに発展しなければトラブルも放置する。リルが当初から「波の国（エリド）」の王子誘拐を目的としてリシャールを騙しているのではないかと疑問を抱き、ジェムにのみ伝えた。
実は妻帯者。少数部族ニサバの女性首長シャラと夫婦。長く偽装夫婦だったが、正式に結婚した。リシャールと姿を消した彼を追ってジェムが去り、長く2人に会えない予感を抱く。実はラバユーの不穏な動きを懸念した上層部に命じられ、情報収集を行うことが真の目的だった。
リシャール
第2話「砂漠を泳ぐ女神」より登場。少数民族である半魚人の国「波の国（エリド）」の王子。父王からの依頼で誘拐された自身を救出に来たハワールらに対し、ラバユー族の王女リルとは恋仲で駆け落ちしたと主張する。基本的に強気である。しかし、生け贄を捧げるなどという野蛮な風習に激怒してナイアに諭そうとしたのだが、その風習に彼女がプライドを持って臨んだことを知り落ち込んでしまう。
甘く優しい恋人の幻想に浸りリルを悪人扱いして貶めたとハワール隊と決別してリルの元に去ろうとするが、現実の厳しさと小国の未来を担う王家の一員としてのリルを諭されて苦悩する。リルの元に向かうことを決意し、デュアメルに協力して貰う。戦場で若い兵士に伽をさせていた経験からギルタブルル王に夜伽を要求され、凌辱されてしまう。テルカの王宮からジェムに救出されるが、灼熱の大地で衰弱する一方だったため、すでに限界を迎えていて死に至る。死後、松脂のようなものに包まれ、ニサバの国の遺跡にある半魚人の化石のように顔や全身に鱗が浮き出た姿に。
シャルマ・エルメ
ハワールの部下。ジェムの腕試しを命じられ、自身が誘惑して喧嘩の種を作りウルクが仕掛けるという役割を果たした。
ロン・ウルク
シャルマの恋人。大男。見た目通りの剛腕だが、力任せではない冷静な剣さばき。シャルマとは相思相愛で、可愛いものや甘いものが大好きで純愛に感動する。
デュアメル
仲間には「殿」と呼ばれる。大貴族デュアメル家の末子。家督や財産を継ぐ立場とは無縁であるため、国を飛び出して放浪の英雄を気取っている。実家で冷遇されており、家の外で身を立てるしか生きる術はない。唯一の味方は「大器晩成型の天才」だと援護してくれる母親だけ。その母親に「デュアメル」と呼ばれる。
ハワールとニサバの首長である彼の妻シャラの馴れ初めを聞いた時、自国の将軍の身勝手さにニサバがバブ・イリスを嫌うのは当然だと憤慨した。リシャールの頼みで陽動でハワールらを引きつけ、彼の逃亡を助けた。ハワールとシャラの不可思議な距離に気づくなど、観察力がある。
ラジャ
「岩の国」の鳥人間。偵察及び情報収集を担当。ズー鳥の飛行スーツを纏い、訓練を重ねて空を飛ぶ。リシャールが当初いた辺境の小さな町アッキで情報収集をし、その後、ハワールたちに合流した。
リル
北東に国を構える「ラバユー国」の王女。「波の国（エリド）」ではリシャール誘拐犯、リシャール自身は駆け落ちと食い違っており、誘拐か駆け落ちかの真相の鍵を握る女性。兄弟同然のヤミナ族の協力を得てリシャールを自国に連れて行こうとする。若い2人の衝動的な恋の逃避行にしては手際が良すぎるため、ヤミナ族との連携も含めて事前に周到な計画を立てた上での陰謀である疑いが濃厚である。
故国の利益と命運を背負う指導者の1人として行動しており、父王と南東部に遠征中の兄王子イラバを補佐し、若い女性と見ると油断して警戒心を抱かせない自身の外見を強みとして清楚可憐な無力な王女を装い、外交を自国に有利に進めるために活用している。バブ・イリス軍の介入する口実を与えまいと幼い少女がいても荒涼たる無人の荒地を幸いにハワール隊を皆殺しにして証拠隠滅を図る非情な決断を下す。軍事教育を受けた5人兄妹の中で一番秀でている。
14歳の時から肉体関係を持ち相手を籠絡させてきたが、国に都合よく育てられて傷ついていることに自身で気づいていない。テルカの王を刺殺したことで以前より自身を疎んでいた父王の逆鱗に触れ、第23話「人魚の墓」で切り捨てられてしまう。切れすぎることで国王と兄王子を脅かす存在だと警戒され、母親にも怖がられていた。ハワールたちに死を偽装され、旅立っていった。
ナイア
ストゥ族の名家の少女。一族で力のある家の娘で使用人にかしずかれて育ったため、命令することに慣れている。生け贄に選ばれ、聖なる泉に落とされた。戻れば失敗だと露見して別の少女が生け贄にされるため、また救いの手が差し伸べられるとは限らず、村に戻り失敗したと恥じながら後ろめたい思いを抱えて生きるのは嫌だと余所で生きたいと連れて行って欲しいと懇願した。第8話「廃墟の一夜」で、ナムタルの街の主護神ナムタル神の神殿跡で祭司の娘だと名乗るイリヤに殺されかける。
シャラに預けられて17歳の美しい乙女に成長し、外廻りの警備隊長を務めるようになる。シャラ曰く「不審者と思われないように気をつけて」とのこと。
イリヤ
ナムタル神殿の祭司の娘。何百年も前に異民族の侵略軍にナムタル神の実在を証明しろと言われるも実際は供物は自分達が食べていたため、無理難題を吹っかけられた翌日に両親と共に惨殺された。誰もがナイアの夢だと思うものの街の名は地元の人間にすら忘れ去られており、誰かがナイアに教えるということもあり得ない。
ガフール
リルの指揮に従い、百名余の部下を率いる軍人。
シャラ
ニサバの国の首長。ハワールとは戦友であり、夫婦。シャルマとも顔見知り。第10話「非情な選択」で避難して来たハワール隊を迎え入れ、夫婦だと明かして初対面のジェムらを驚かせた。ハワールと夫婦というのは偽装であるため、正式に結婚することも跡継ぎの子を儲けることも出来ずにいる。2回目の徴兵でも将軍の嫌がらせを受け、ハワールを任務で遠ざけた将軍に凌辱されそうになって叩きのめし、逆恨みで戦犯扱いで「反逆罪」にされて市民権が無いことを悪用した将軍に処刑されそうになったが、自身の部下と協力したハワールが偽装結婚により救われた。後に正式に結婚した。
ギルタブルル
ラバユーの隣国テルカの王。30代の終わりまで戦争に明け暮れていたため、女性のいない戦地で若い兵士に相手をさせていた過去がある。それが原因でリルに会いに来たリシャールに夜の相手をするよう要求した。しかし、リルに刺殺され、絶対君主であり周囲は決定権を持たない追従者ばかりであるため、それを利用したジェムとリルの一時的な共同戦線で逃亡を許してしまう。リシャールによれば、彼の次にジェムに夜伽の相手をさせるつもりだった。
ラハマ公
ギルタブルル王の弟。30代半ば。血気盛んな人物で戦争経験のある自身こそが新王に相応しいと主張するが、20人以上いる成人した亡き王の息子こそが正統な王位継承者だろうと周囲に嘲笑されていたが、平和的に解決しようとするハワールの策に乗せられる形で王位に就く。
ラバユー国王
ラバユー国の国主。5人の子供たちを国に都合の良い駒として育成したが、リルが優秀すぎて自身と世継ぎのイラバを脅かすと疎み、使節を名乗るハワールたちにテルカ国王暗殺犯として引き渡してしまう。
マルドゥ
最終話（第25話）「帰郷」に登場した青年。ジェムの案内人仲間で、案内人の定宿に届いていた彼宛ての手紙を渡そうと新しくなったテルカで手渡す。
ジェム
人々に「アヤ湖の半魚人」と噂される人魚。海の半妖族の子供であることは明白だが、右半分が黒髪で左半分が金髪でありリシャールに酷似した容貌。人目に触れ、言葉を交わすくらいには人懐こい性格。死期が迫り、子孫を残そうとする種族維持本能によりリシャールの意思に関係なく肉体が変態し、ギルタブルル王の夜伽の際に宿った「人間と半妖族の混血」かもしれないとジェムは推測するが、確証は掴めない。出自よりも安全を優先させたジェムに誘われ、海を目指す旅に出る。

## 用語
共通語
地域や民族により言語が異なることは少なくないが、バブ・イリス語が共通語として使われている。
荒れ地の国
本作の舞台であり、主人公ジェムの故国。現地の人間が護衛兵兼案内人で生計を立てており、彼らを雇うための紹介窓口が傭兵隊詰所に設けられている。嘗て巨大な帝国が繁栄するも滅び、廃墟が残された土地。東の首都エンリルは世界中の富と宝が集まる伝説の都といわれ、半人半妖の半妖族（ヒューマネルフ）も共存していたが、500年前に滅んで以降は正式な国名すら失われた。種々雑多な文化を有する民族が混在し、昨日の常識が今日は通用しない。狼、金色ジャッカル、虎や豹も生息しており、山には熊も出るため、夜間の単独行動は厳禁。地元の人間にとっても大きな街道を一歩でも離れれば何が起きるかわからず、危険極まりない未知の大地である。岩と砂漠の荒涼とした世界でヤシ以外の樹木は殆ど無いため、家屋や家具等に使う木材は山地や国外からの輸入で賄われている。豊富にあるのは泥と葦だけ。家屋には日干しレンガが使われることが多い。
バブ・イリス国
ハワールらの故国。大国。作中の地図によれば、大陸の北西部にある。「波の国（エリド）」とは交流は殆どないが、王子を失うまいと半魚人の王より救助要請の書簡（粘土板）が送られて来たため、ハワールらの部隊を派遣した。
「荒れ地の国」とは異なり、本国では粘土板より羊皮紙が一般的である。
岩の国
バブ・イリスの南西の山地にある鳥人間の国。ラジャの故国。幼い頃から飛ぶための訓練を重ねて身体を鍛えるが、一族の者なら誰でも鳥人間になれるというわけではなく、強い筋力が必要であり体重が重い者には適さない。
波の国（エリド）
エア海にある「海の民」と呼ばれる半魚人の国。巨大な内海（うちうみ）で波も静かで気候も温暖であり、浅い海に珊瑚礁が広がっているお陰で鮫や大型船で近づく外敵から守られている。排他的で閉鎖的な海の少数民族で、外交は殆ど無い。生まれた時は性別はなく人魚の姿で幼年期を過ごし、思春期に入ると脱皮して人間と同じく足が生えて変態により男女のどちらかに分化する。成人後も男女の違いはあまり外見に現れず、平均して中性的な外見。高価な交易品の貝の糸の織物、珊瑚、真珠を欲し交易を求めて外部の種族が来ることはあるが、金儲けしか頭にない内面が露骨に態度に出ており、外部の人間を嫌っている。600年前に当時の王子が200人の家臣を連れて帝国の首都エンリルに移住したという過去があるが、エンリルの滅亡により滅んだ。
乾燥した地上では濡れた布で身体を覆わないと弱ってしまい、灼熱の太陽と乾燥した風に肌を切られる苦痛を味わう。足裏は普通の人間より大きくて柔らかいため、泳ぐのには適していても陸上の移動には不向きである。
ラバユー国
ラバユー族の国。バブ・イリス国とは交流は殆ど無いものの最近力を増した新興国。南方系の言語を話し「荒地の国」の南部に点在するヤミナ族とは大陸の北東と南に分かれては暮らしているが、元は1つの民族ゆえにコミュニケーションに問題はない。
小国ゆえに立場は弱いが、国力の充実と勢力の拡大を目指しており、遠征も行っている。王子王女は軍事教育を施されている。
ダガン族
第4話に登場した部族。バブ・イリスの国境を荒らしている。
ストゥ族
1度は峡谷の村を捨てて移住したが、舞い戻り村の再興しようとする。「人身御供」の風習が根強く残っており、聖地の泉で儀式を行っていた。雨や湧き水に恵まれるよう数十年ぶりに生け贄を捧げる儀式を行い、ナイアを泉に落とした。井戸が涸れて水に困っている。誰も「死ぬ」とは一言も言わず、恐怖心を抱かないように幼い頃から「泉の神にお仕えするお役目」と教えられて育つ。命を捧げることはとても名誉なことであり、選ばれるのは特別な少女だとされる。
ニサバ族
案内人のジェムすら知らない深い山の中で暮らす種族。誇り高く強い戦士を輩出しおり、招集されてバブ・イリス軍の戦いに参戦することもあるが、バブ・イリスの支配下にある属国でも関係は良好とは言い難い。バブ・イリス側から見ると反抗的に映る。バブ・イリス国の市民権を持たず、嫌がらせを受けることが多々ある。
女系家長であり、首長の娘はリーダーとして養育される。概ね平和に暮らしていたが、バブ・イリスに属国扱いされて厄介ごとを持ち込まれるのは迷惑がっている。尾根の間の扇状地に村がある。小さい川と豊富な地下水で段々畑を作り作物を育てるのが上手なことで他部族の侵略を受けてきた歴史があり、外からは村を守る外壁に見える部分が広場を囲む丸く連なる家屋の集まりである。
テルカ
ラバユーとは同盟関係にある都市国家。ギルタブルル王により南部の幾つもの国を攻略して支配下に置いていたが、徐々に領土は減りつつある。しかし、それでも豊富な水と高度な技術を誇る強国である。

## 書籍情報
- 紫堂恭子 『テラ・インコグニタ』 秋田書店〈ボニータ・コミックス〉、全5巻

1. 2016年8月16日発売 ISBN 978-4-253-26121-0
2. 2017年2月16日発売 ISBN 978-4-253-26122-7
3. 2017年8月16日発売 ISBN 978-4-253-26123-4
4. 2018年2月16日発売 ISBN 978-4-253-26124-1
5. 2018年9月16日発売 ISBN 978-4-253-26125-8